# Discografia de Miley Cyrus
A discografia de Miley Cyrus, uma cantora e compositora estadunidense, consiste de sete álbuns de estúdios, dois ao vivo e dois extended play (EP). Lançou trinta e quatro singles (incluindo nove como artista convidada e um promocional) e vinte vídeos musicais. As suas vendas discográficas registram uma soma de mais de cinquenta milhões de discos comercializados mundialmente. Aos 11 anos de idade, a jovem viajou até Hollywood, Califórnia, onde fez audições para o papel de Miley Stewart — uma estudante comum que tem uma vida dupla secreta como a estrela pop adolescente, Hannah Montana — na série televisiva infantil da Disney Channel que leva o nome do alter ego (2006—11). Através da personagem, a Walt Disney Records distribuiu diversos álbuns durante o seu tempo de exibição.
Para lançar seus trabalhos fonográficos individuais, a cantora assinou um contrato com a Hollywood Records em 2006 e, no ano seguinte, lançou seu álbum de estreia, Meet Miley Cyrus — que também serve como a segunda parte do disco duplo editado em conjunto com Hannah Montana 2. Seu segundo material de originais, Breakout, foi distribuído em julho de 2008 e veio a vender 1 milhão e meio de cópias somente nos Estados Unidos. Em 2009, "The Climb" serviu como o primeiro single da trilha sonora de Hannah Montana: The Movie e recebeu a certificação de platina tripla pela Music Canada e pela Recording Industry Association of America (RIAA). No mês de agosto seguinte, foi editado seu primeiro extended play (EP), The Time of Our Lives. O disco foi precedido pelo lançamento da canção "Party in the U.S.A." que registra o certificado de diamante nos EUA pela venda de mais de 10 milhões de cópias vendidas no país, sendo até hoje o single mais bem sucedido da intérprete.
Can't Be Tamed foi lançado em junho de 2010 e debutou no terceiro lugar da Billboard 200. Nos países lusófonos, conseguiu liderar a Associação Fonográfica Portuguesa (AFP) e foi certificado como disco de platina pela Associação Brasileira dos Produtores de Discos (ABPD). No mês de outubro, a artista editou seu quarto disco de estúdio, Bangerz através da RCA Records. Originaram deste trabalho três obras de promoção, entre elas "Wrecking Ball" que garantiu a cantora seu primeiro número um na lista estadunidense Billboard Hot 100. Em agosto de 2015, a intérprete lançou autonomamente de graça seu quinto material de inéditas, Miley Cyrus & Her Dead Petz. Seu sexto álbum de estúdio - Younger Now - foi lançado em 29 de setembro de 2017 e contou com Malibu como o primeiro single do álbum. O álbum estreiou na quinta posição na Billboard 200. Em 2019, Cyrus lançou seu segundo extended play (EP) intitulado She Is Coming, que faria parte de uma trilogia de EP's (She Is Coming, She Is Here e She Is Everything), que juntos formariam seu sétimo álbum de estúdio, que seria intitulado She Is Miley Cyrus, entretanto, o projeto foi cancelado, sendo lançado apenas o primeiro EP da trilogia. Seu sétimo álbum de estúdio, Plastic Hearts, foi lançado em 27 de novembro de 2020 e possui uma sonoridade rock e synth-pop. O álbum teve Midnight Sky como primeiro single e Prisoner com Dua Lipa como o segundo single do projeto. Até o momento, Plastic Hearts é o álbum de Cyrus mais bem avaliado pela crítica de acordo com a sua média de avaliações no Metacritic (75/100).
Até o momento, Cyrus contabiliza 40 milhões de álbuns vendidos mundialmente, sendo 15 milhões destas cópias procedentes dos Estados Unidos. Durante sua carreira, a cantora colaborou com vários artistas e esteve envolvida em projetos musicais filantrópicos.

## Álbuns

### Álbuns de estúdio
| Detalhes do álbum | Melhores posições atingidas | Melhores posições atingidas | Melhores posições atingidas | Melhores posições atingidas | Melhores posições atingidas | Melhores posições atingidas | Melhores posições atingidas | Melhores posições atingidas | Melhores posições atingidas | Melhores posições atingidas | Vendas / Certificações |
| Detalhes do álbum | ALE                         | AUS                         | CAN                         | EUA                         | FRA                         | MEX                         | NZ                          | POR                         | RU                          | SUI                         | Vendas / Certificações |
| --- | --------------------------- | --------------------------- | --------------------------- | --------------------------- | --------------------------- | --------------------------- | --------------------------- | --------------------------- | --------------------------- | --------------------------- | --- |
| Meet Miley Cyrus - Lançamento: 26 de junho de 2007 - Gravadora(s): Hollywood Records - Formato(s): CD, download digital                                        | —                           | 20                          | 3                           | 1                           | 178                         | 18                          | 6                           | 12                          | —                           | 69                          | - + 10.000.000 - EUA: 3x Platina - CAN: 2x Platina - AUS: Platina - NZ: Ouro - RU: Ouro - BR: Ouro |
| Breakout - Lançamento: 22 de julho de 2008 - Gravadora(s): Hollywood - Formato(s): CD, download digital                                                        | 24                          | 1                           | 1                           | 1                           | 30                          | 23                          | 2                           | —                           | 10                          | 25                          | - + 5.500.000 - AUS: Platina - EUA: Platina - NZ: Platina - RU: Platina - IRL: Platina - ALE: Ouro - AUT: Ouro - CCG: Ouro - ES: Ouro - PL: Ouro                                                              |
| Can't Be Tamed - Lançamento: 19 de junho de 2010 - Gravadora(s): Hollywood - Formato(s): CD, download digital                                                  | 4                           | 4                           | 2                           | 3                           | 13                          | 10                          | 2                           | 1                           | 8                           | 3                           | - + 2.500.000 - BR: Platina - AUS: Ouro - PO: Ouro - PT: Ouro - RU: Prata |
| Bangerz - Lançamento: 4 de outubro de 2013 - Gravadora(s): RCA Records - Formato(s): CD, vinil, download digital                                               | 9                           | 1                           | 1                           | 1                           | 9                           | 1                           | 2                           | 4                           | 1                           | 7                           | - + 10.100.000 - NO: 4x Platina - EUA: 3x Platina - MX: 3x Platina - BRA: 3x Platina - PT: 2x Platina - AUS: Platina - CAN: Platina - PL: Platina - SWE: Platina - IT: Ouro - ES: Ouro - AUT: Ouro - RU: Ouro |
| Miley Cyrus & Her Dead Petz - Lançamento: 30 de agosto de 2015 - Gravadora(s): RCA Records, Smiley Miley Inc. - Formato(s): Streaming online, download digital | —                           | —                           | —                           | —                           | —                           | —                           | —                           | —                           | —                           | —                           | |
| Younger Now - Lançamento: 29 de setembro de 2017 - Gravadora(s) : RCA Records - Formato(s) : CD, vinil, download digital, streaming                            | 16                          | 2                           | 3                           | 5                           | 40                          | 11                          | 4                           | 6                           | 8                           | 11                          | - + 1.500.000 - NO: Platina - CAN: Ouro - BR: Ouro |
| Plastic Hearts - Lançamento: 27 de novembro de 2020 - Gravadora(s): RCA Records - Formato(s): CD, vinil, download digital, streaming                           | 15                          | 3                           | 1                           | 2                           | 42                          | 2                           | 2                           | 6                           | 4                           | 4                           | - + 2.800.000 - BR: Platina - RU: Ouro - PL: Ouro - NZ: Ouro - NO: Ouro - DIN: Ouro |

### Álbuns ao vivo
| Detalhes do álbum | Melhores posições atingidas | Melhores posições atingidas | Melhores posições atingidas | Melhores posições atingidas | Melhores posições atingidas | Melhores posições atingidas | Melhores posições atingidas | Melhores posições atingidas | Melhores posições atingidas | Melhores posições atingidas | Certificações           |
| Detalhes do álbum | ALE                         | AUS                         | CAN                         | EUA                         | FRA                         | MEX                         | NZ                          | POR                         | RU                          | SUI                         | Certificações           |
| --- | --------------------------- | --------------------------- | --------------------------- | --------------------------- | --------------------------- | --------------------------- | --------------------------- | --------------------------- | --------------------------- | --------------------------- | ----------------------- |
| Best of Both Worlds Concert - Lançamento: 11 de março de 2008 - Gravadora(s): Walt Disney, Hollywood - Formato(s): CD, download digital | 94                          | 16                          | 3                           | 3                           | 192                         | 71                          | 27                          | —                           | 29                          | 54                          | - AUS: Ouro - BRA: Ouro |
| iTunes Live From London - Lançamento: 23 de abril de 2009 - Gravadora(s): Hollywood - Formato(s): download digital                      | —                           | —                           | —                           | —                           | —                           | —                           | —                           | —                           | —                           | —                           |                         |

### Extended plays(EP)
| Detalhes do álbum | Melhores posições atingidas | Melhores posições atingidas | Melhores posições atingidas | Melhores posições atingidas | Melhores posições atingidas | Melhores posições atingidas | Melhores posições atingidas | Melhores posições atingidas | Melhores posições atingidas | Melhores posições atingidas | Vendas / Certificações |
| Detalhes do álbum | ALE                         | AUS                         | CAN                         | EUA                         | FRA                         | MEX                         | NZ                          | POR                         | RU                          | SUI                         | Vendas / Certificações |
| --- | --------------------------- | --------------------------- | --------------------------- | --------------------------- | --------------------------- | --------------------------- | --------------------------- | --------------------------- | --------------------------- | --------------------------- | --- |
| The Time of Our Lives - Lançamento: 28 de agosto de 2009 - Gravadora(s): Hollywood - Formato(s): CD, download digital | 9                           | 11                          | 9                           | 2                           | 36                          | 24                          | 9                           | 16                          | 17                          | 23                          | - + 7.200.000 - EUA: Platina - ES: Platina - IRL: Platina - AUS: Ouro - AUT: Ouro - NZ: Ouro - DIN: Ouro - FR: Ouro - SG: Ouro - RU: Ouro - HUN: Ouro - ALE: Ouro |
| She Is Coming - Lançamento: 30 de junho de 2019 - Gravadora(s): RCA Records - Formato(s): download digital            | 74                          | 10                          | 4                           | 5                           | 85                          | —                           | 14                          | —                           | 18                          | 27                          | - + 600.000 - BR: Ouro |

## Singles

### Como artista principal
| 2007                                                                                              | "See You Again"                                          | 52 | 6  | 30 | 4  | 10 | —   | 13 | 11 | 11 | —  | - AUS: Platina - NZ: Platina - RU: Prata | "Meet Miley Cyrus"          |
| 2008                                                                                              | "Start All Over"                                         | —  | 41 | —  | 91 | 68 | —   | —  | —  | —  | 35 | | "Meet Miley Cyrus"          |
| 2008                                                                                              | "7 Things"                                               | 17 | 10 | 14 | 13 | 9  | —   | 26 | 24 | 25 | —  | - AUS: Ouro - NZ: Platina - RU: Prata | "Breakout"                  |
| 2008                                                                                              | "Fly on the Wall"                                        | 62 | 54 | 57 | 73 | 84 | —   | 23 | —  | 16 | —  | | "Breakout"                  |
| 2009                                                                                              | "The Climb"                                              | 41 | 5  | 30 | 5  | 4  | 16  | 11 | 12 | 11 | 38 | - EUA: 4x Platina - CAN: 3x Platina - AUS: 2x Platina - NZ: Platina - RU: Prata | "Hannah Montana: The Movie" |
| 2009                                                                                              | "Hoedown Throwdown"                                      | 66 | 20 | 41 | 15 | 18 | —   | 10 | 40 | 18 | 87 | - AUS: Ouro | "Hannah Montana: The Movie" |
| 2009                                                                                              | "Party in the U.S.A."                                    | —  | 6  | 30 | 3  | 2  | 6   | 5  | 3  | 11 | 41 | - EUA: Diamante - CAN: 4x Platina - AUS: 2x Platina - NZ: Platina - RU: Platina - JAP: Platina - IT: Ouro | "The Time of Our Lives"     |
| 2010                                                                                              | "When I Look at You"                                     | 85 | 19 | 57 | 24 | 16 | —   | 45 | 27 | 79 | 49 | - EUA: Platina - DIN: Ouro - RU: Prata | "The Time of Our Lives"     |
| 2010                                                                                              | "Can't Be Tamed"                                         | 29 | 14 | 21 | 6  | 8  | 15  | 5  | 5  | 13 | 53 | - AUS: Ouro | "Can't Be Tamed"            |
| 2010                                                                                              | "Who Owns My Heart"                                      | 24 | —  | 35 | —  | —  | —   | —  | —  | —  | —  | | "Can't Be Tamed"            |
| 2013                                                                                              | "We Can't Stop"                                          | 16 | 4  | 15 | 3  | 2  | 26  | 7  | 1  | 1  | 19 | - BR: Diamante - EUA: 5x Platina - AUS: 5x Platina - CAN: 4x Platina - SWE: 3x Platina - RU: Platina - NZ: Platina - IT: Platina - MX: Platina - DIN: Platina - ALE: Ouro - AUT: Ouro - VEN: Ouro                                       | "Bangerz"                   |
| 2013                                                                                              | "Wrecking Ball"                                          | 14 | 2  | 2  | 1  | 1  | 7   | 2  | 2  | 1  | 3  | - BR: Diamante - NO: 11x Platina - CAN: 7x Platina - AUS: 5x Platina - EUA: 7x Platina - SWE: 3x Platina - IT: 2x Platina - VEN: 2x Platina - RU: Platina - DIN: Platina - ALE: Platina - NZ: Platina - AUT: Ouro - PT: Ouro - BE: Ouro | "Bangerz"                   |
| 2013                                                                                              | "Real and True" (Future e Miley Cyrus com Mr Hudson)     | —  | —  | —  | —  | —  | —   | —  | —  | —  | —  | - EUA: Ouro | —                           |
| 2013                                                                                              | "Adore You"                                              | —  | 26 | —  | 37 | 21 | 143 | 44 | 15 | 48 | —  | - EUA: 2x Platina - CAN: Platina - BR: Platina - AUS: Ouro - DIN: Ouro - RU: Prata | "Bangerz"                   |
| 2017                                                                                              | "Malibu"                                                 | 20 | 8  | 3  | 4  | 10 | 14  | 7  | 4  | 11 | 16 | - AUS: 3x Platina - CAN: 3x Platina - EUA: 2x Platina - BR: 3x Platina - MX: 2x Platina - RU: Platina - AUT: Platina - DIN: Platina - IT: Platina - SU: Platina - DIN: Ouro - PT: Ouro - SE: Ouro - BE: Ouro                            | "Younger Now"               |
| 2017                                                                                              | "Younger Now"                                            | —  | 49 | —  | 48 | 79 | 53  | 73 | —  | 54 | 84 | - AUS: Ouro - NO: Ouro - BR: Ouro | "Younger Now"               |
| 2019                                                                                              | "Mother's Daughter"                                      | 75 | 21 | 49 | 31 | 54 | 177 | 22 | 21 | 29 | 76 | - PL: 3x Platina - BR: 2x Platina - CAN: Platina - AUS: Ouro - RU: Prata | "She Is Coming"             |
| 2019                                                                                              | "On a Roll" (como Ashley O)                              | —  | 86 | —  | 77 | —  | —   | 35 | 18 | 65 | —  | | —                           |
| 2019                                                                                              | "Slide Away"                                             | 67 | 15 | 49 | 28 | 47 | —   | 25 | 12 | 40 | 20 | - AUS: Platina - BR: Platina - CAN: Ouro - NZ: Ouro - NO: Ouro - RU: Prata | —                           |
| 2019                                                                                              | "Don't Call Me Angel" (com Ariana Grande e Lana Del Rey) | 11 | 4  | 12 | 7  | 13 | 64  | 2  | 6  | 2  | 4  | - BR: Platina - PO: Platina - AUS: Ouro - CAN: Ouro - PT: Ouro - NO: Ouro - RU: Prata | "Charlie's Angels"          |
| 2020                                                                                              | "Midnight Sky"                                           | 27 | 16 | 38 | 9  | 14 | 123 | 4  | 27 | 5  | 24 | - BR: 3x Platina - PL: 2x Platina - AUS: 2x Platina - RU: Platina - AUT: Platina - NO: Platina - SE: Ouro - ALE: Ouro - ES: Ouro - IT: Ouro - DIN: Ouro - BEL: Ouro - MX: Ouro                                                          | "Plastic Hearts"            |
| 2020                                                                                              | "Prisoner" (com Dua Lipa)                                | 20 | 13 | 15 | 17 | 54 | 76  | 5  | 24 | 8  | 11 | - BR: Diamante - AUS: Platina - PL: Platina - IT: Platina - SU: Ouro - GR: Ouro - BEL: Ouro - PL: Ouro - ES: Ouro - DIN: Ouro - RU: Ouro - PT: Ouro - NO: Ouro                                                                          | "Plastic Hearts"            |
| 2021                                                                                              | "Angels Like You"                                        | —  | 92 | —  | 55 | —  | —   | 43 | —  | 66 | —  | - BR: 2x Platina | "Plastic Hearts"            |
| 2021                                                                                              | "Without You (Remix)" (com The Kid Laroi)                | 15 | 1  | 17 | 7  | 8  | 75  | 3  | 12 | 30 | 10 | - AUS: 5x Platina | "F*ck Love (Savage)"        |
| "—" indica uma obra que não entrou na tabela musical ou não foi lançada na região correspondente. |                                                          |    |    |    |    |    |     |    |    |    |    | |                             |

### Como artista convidada
| 2007                                                                                              | "Ready, Set, Don't Go" (com Billy Ray Cyrus)                               | —  | —  | —  | 47 | 37  | —   | —  | —  | —  | —  | | "Home at Last"                       |
| 2008                                                                                              | "Just Stand Up!" (com Artists Stand Up to Cancer)                          | —  | 39 | —  | 10 | 11  | 11  | —  | 19 | 26 | —  | | Obra sem álbum                       |
| 2010                                                                                              | "Everybody Hurts" (com Helping Haiti)                                      | 16 | 28 | —  | 59 | [A] | 1   | —  | 17 | 1  | —  | | Obra sem álbum                       |
| 2010                                                                                              | "We Are the World 25 for Haiti" (com Artists for Haiti)                    | —  | 18 | —  | 7  | 2   | 9   | —  | 8  | 50 | 16 | | Obra sem álbum                       |
| 2010                                                                                              | "Nothing to Lose" (Bret Michaels com Miley Cyrus)                          | —  | —  | —  | —  | —   | —   | —  | —  | —  | —  | | "Custom Built"                       |
| 2012                                                                                              | "Decisions" (Borgore com Miley Cyrus)                                      | —  | —  | —  | —  | —   | —   | —  | —  | —  | —  | | "Decisions EP"                       |
| 2013                                                                                              | "Ashtrays and Heartbreaks" (Snoop Lion com Miley Cyrus)                    | —  | —  | —  | —  | —   | —   | —  | —  | —  | —  | | "Reincarnated"                       |
| 2013                                                                                              | "Fall Down" (will.i.am com Miley Cyrus)                                    | 48 | 14 | 45 | 15 | 58  | 17  | 48 | 15 | 34 | 59 | - AUS: Platina - NZ: Ouro - VEN: Ouro | "#willpower"                         |
| 2013                                                                                              | "23" (Mike Will Made It com Miley Cyrus, Wiz Khalifa e Juicy J)            | —  | 39 | —  | 26 | 11  | 30  | —  | 22 | 85 | —  | - EUA: 3x Platina | "Est. in 1989, Pt. 3"                |
| 2013                                                                                              | "Feelin' Myself" (will.i.am com Miley Cyrus, French Montana e Wiz Khalifa) | 55 | 34 | —  | —  | 96  | 60  | —  | 16 | 2  | —  | - RU: Platina | "#willpower"                         |
| 2014                                                                                              | "Lucy in the Sky with Diamonds" (The Flaming Lips com Miley Cyrus e Moby)  | —  | —  | —  | —  | —   | —   | —  | —  | —  | —  | | "With a Little Help from My Fwends'" |
| 2014                                                                                              | "Come Get It Bae" (Pharrell Williams com Miley Cyrus)                      | —  | 61 | —  | 25 | 23  | 108 | 67 | 30 | 87 | —  | - EUA: Ouro | "Girl"                               |
| 2016                                                                                              | "Teardrop" (Lolawolf com Miley Cyrus)                                      | —  | —  | —  | —  | —   | —   | —  | —  | —  | —  | | —                                    |
| 2017                                                                                              | "We a Famly" (The Flaming Lips com Miley Cyrus)                            | —  | —  | —  | —  | —   | —   | —  | —  | —  | —  | | "Oczy Mlody"                         |
| 2018                                                                                              | "Nothing Breaks Like a Heart" (Mark Ronson com Miley Cyrus)                | 16 | 6  | 24 | 19 | 43  | 8   | 2  | 11 | 2  | 10 | - BR: Diamante - AUS: 3x Platina - PO: 3x Platina - CAN: 2x Platina - RU: Platina - EUA: Platina - IT: Platina - MX: Platina - FR: Platina - ES: Ouro - PT: Ouro - NZ: Ouro - ALE: Ouro - DIN: Ouro - BE: Ouro - AUT: Ouro | "Late Night Feelings"                |
| "—" indica uma obra que não entrou na tabela musical ou não foi lançada na região correspondente. |                                                                            |    |    |    |    |     |     |    |    |    |    | |                                      |

### Singlespromocionais
| 2009                                                                                              | "Send It On" (com Disney's Friends for Change)                                        | 20 | 39 | 10 | 19 | 26 | —                                                   |
| 2017                                                                                              | "Inspired"                                                                            | —  | 97 | —  | —  | —  | "Younger Now"                                       |
| 2017                                                                                              | "Week Without You"                                                                    | —  | —  | —  | —  | —  | "Younger Now"                                       |
| 2019                                                                                              | "(Happy Xmas) War Is Over!" (Com Mark Ronson e Sean Lennon)                           | —  | —  | —  | —  | —  | —                                                   |
| 2020                                                                                              | "Heart Of Glass" (Ao vivo de iHeartRadio Music Festival)                              | —  | 81 | 98 | —  | 38 | "Plastic Hearts"                                    |
| 2020                                                                                              | "Zombie" (Ao vivo de NIVA Save Our Stages Festival)                                   | —  | —  | —  | —  | —  | "Plastic Hearts"                                    |
| 2020                                                                                              | "I Got So High That I Saw Jesus" (Gravação ao vivo com Noah Cyrus)                    | —  | —  | —  | —  | —  | —                                                   |
| 2021                                                                                              | "Nothing Else Matters" (com Watt, Elton John, Yo-Yo Ma, Robert Trujillo e Chad Smith) | —  | —  | —  | —  | —  | "The Metallica Blacklist" e "The Lockdown Sessions" |
| "—" indica uma obra que não entrou na tabela musical ou não foi lançada na região correspondente. |                                                                                       |    |    |    |    |    |                                                     |

### Outras canções
| 2007                                                                                              | "G.N.O. (Girls' Night Out)"                 | —  | —  | 91  | —  | —  | —  | —   |             | "Meet Miley Cyrus"            |
| 2007                                                                                              | "I Miss You"                                | —  | —  | [B] | —  | —  | —  | —   |             | "Meet Miley Cyrus"            |
| 2008                                                                                              | "Breakout"                                  | 94 | 45 | 56  | —  | —  | —  | —   |             | "Breakout"                    |
| 2008                                                                                              | "Girls Just Wanna Have Fun"                 | —  | 92 | [C] | —  | —  | —  | —   |             | "Breakout"                    |
| 2008                                                                                              | "Goodbye"                                   | —  | —  | [D] | —  | —  | —  | —   |             | "Breakout"                    |
| 2009                                                                                              | "Butterfly Fly Away"                        | 56 | 50 | 56  | —  | 46 | —  | 78  |             | "Hannah Montana: The Movie"   |
| 2009                                                                                              | "The Time of Our Lives"                     | —  | 51 | [E] | —  | —  | —  | —   |             | "The Time of Our Lives"       |
| 2009                                                                                              | "We Belong to the Music" (com Timbaland)    | —  | 63 | [F] | —  | —  | —  | —   |             | "Shock Value II"              |
| 2010                                                                                              | "I Hope You Find It"                        | —  | —  | [G] | —  | —  | —  | —   |             | "The Last Song"               |
| 2010                                                                                              | "Liberty Walk"                              | —  | 79 | [H] | —  | —  | —  | —   |             | "Can't Be Tamed"              |
| 2010                                                                                              | "Stay"                                      | —  | 61 | 75  | —  | —  | —  | —   |             | "Can't Be Tamed"              |
| 2013                                                                                              | "Do My Thang"                               | —  | —  | [I] | —  | —  | —  | —   | - EUA: Ouro | "Bangerz"                     |
| 2013                                                                                              | "Drive"                                     | —  | 90 | 87  | —  | —  | —  | 136 |             | "Bangerz"                     |
| 2013                                                                                              | "FU" (com French Montana)                   | —  | —  | [J] | —  | —  | —  | —   | - EUA: Ouro | "Bangerz"                     |
| 2013                                                                                              | "Hands In The Air" (com Ludacris)           | —  | 99 | [K] | —  | —  | —  | 169 |             | "Bangerz"                     |
| 2013                                                                                              | "Maybe You're Right"                        | —  | 85 | [L] | —  | —  | —  | 141 |             | "Bangerz"                     |
| 2013                                                                                              | "My Darlin'" (com Future)                   | —  | 80 | [M] | —  | —  | —  | —   |             | "Bangerz"                     |
| 2013                                                                                              | "SMS (Bangerz)" (com Britney Spears)        | —  | —  | [N] | —  | —  | —  | 157 |             | "Bangerz"                     |
| 2013                                                                                              | "Someone Else"                              | —  | 97 | 93  | —  | —  | —  | 172 |             | "Bangerz"                     |
| 2015                                                                                              | "Dooo It!"                                  | —  | 60 | —   | —  | —  | —  | —   |             | "Miley Cyrus & Her Dead Petz" |
| 2015                                                                                              | "BB Talk"                                   | —  | 86 | —   | —  | —  | —  | —   |             | "Miley Cyrus & Her Dead Petz" |
| 2019                                                                                              | "Unholy"                                    | —  | —  | —   | —  | 78 | 7  | —   |             | "She Is Coming"               |
| 2019                                                                                              | "D.R.E.A.M." (com Ghostface Killah)         | —  | —  | —   | —  | 77 | 9  | —   |             | "She Is Coming"               |
| 2019                                                                                              | "The Most"                                  | —  | —  | —   | —  | —  | 13 | —   |             | "She Is Coming"               |
| 2020                                                                                              | "WTF Do I Know"                             | —  | —  | —   | 13 | —  | 6  | —   |             | "Plastic Hearts"              |
| 2020                                                                                              | "Plastic Hearts"                            | —  | 85 | —   | 8  | 48 | 4  | 96  | - BR: Ouro  | "Plastic Hearts"              |
| 2020                                                                                              | "Gimme What I Want"                         | —  | —  | —   | 16 | —  | —  | —   |             | "Plastic Hearts"              |
| 2020                                                                                              | "High"                                      | —  | —  | —   | 18 | —  | —  | —   |             | "Plastic Hearts"              |
| 2020                                                                                              | "Night Crawling" (com Billy Idol)           | —  | —  | —   | 12 | —  | —  | —   |             | "Plastic Hearts"              |
| 2020                                                                                              | "Bad Karma" (com Joan Jett)                 | —  | —  | —   | 19 | —  | —  | —   |             | "Plastic Hearts"              |
| 2021                                                                                              | "Am I Dreaming" (Lil Nas X com Miley Cyrus) | —  | 80 | 97  | —  | —  | —  | —   |             | "Montero (álbum)"             |
| "—" indica uma obra que não entrou na tabela musical ou não foi lançada na região correspondente. |                                             |    |    |     |    |    |    |     |             |                               |

## Outras aparições
| Ano  | Artista(s)       | Álbum                                                            | Canção                                      | Créditos                             |
| ---- | ---------------- | ---------------------------------------------------------------- | ------------------------------------------- | ------------------------------------ |
| 2006 | Vários           | Disneymania 4                                                    | "Zip-a-Dee-Doo-Dah"                         | Artista principal                    |
| 2006 | Billy Ray Cyrus  | Wanna Be Your Joe                                                | "Stand"                                     | Artista participante                 |
| 2007 | Vários           | Disneymania 5                                                    | "Part of Your World"                        | Artista principal                    |
| 2008 | Vários           | All Wrapped Up                                                   | "Santa Claus Is Coming to Town"             | Artista principal                    |
| 2008 | John Powell      | Bolt                                                             | "I Thought I Lost You"                      | Co-compositora, artista principal    |
| 2009 | Jonas Brothers   | Lines, Vines and Trying Times                                    | "Before the Storm"                          | Co-compositora, artista participante |
| 2011 | Justin Bieber    | Never Say Never: The Remixes                                     | "Overboard"                                 | Artista participante                 |
| 2012 | Vários           | Chimes of Freedom                                                | "You're Gonna Make Me Lonesome When You Go" | Artista principal                    |
| 2014 | The Flaming Lips | With a Little Help from My Fwends                                | "A Day in the Life"                         | Artista participante                 |
| 2018 | Elton John       | Revamp: Reimagining the Songs of Elton John & Bernie Taupin      | Don't Let the Sun Go Down on Me             | Artista participante                 |
| 2018 | Elton John       | Restoration: Reimagining the Songs of Elton John & Bernie Taupin | The Bitch is Back                           | Artista participante                 |

## Vídeos musicais
| Ano  | Obra                                                                       | Diretor(es)                      |
| ---- | -------------------------------------------------------------------------- | -------------------------------- |
| 2007 | "Start All Over"                                                           | Marc Webb                        |
| 2008 | "7 Things"                                                                 | Brett Ratner                     |
| 2008 | "Fly on the Wall"                                                          | Philip Andelman                  |
| 2009 | "The Climb"                                                                | Matthew Rolston                  |
| 2009 | "Party in the U.S.A."                                                      | Chris Applebaum                  |
| 2010 | "When I Look at You"                                                       | Adam Shankman                    |
| 2010 | "Can't Be Tamed"                                                           | Robert Hales                     |
| 2010 | "Who Owns My Heart"                                                        | Robert Hales                     |
| 2013 | "Decisions" (Borgore com Miley Cyrus)                                      | Christian Lamb                   |
| 2013 | "Ashtrays and Heartbreaks" (Snoop Lion com Miley Cyrus)                    | P.R. Brown                       |
| 2013 | "We Can't Stop"                                                            | Diane Martel                     |
| 2013 | "Wrecking Ball"                                                            | Terry Richardson                 |
| 2013 | "23" (Mike Will Made It com Miley Cyrus, Wiz Khalifa e Juicy J)            | Hannah Lux Davis                 |
| 2013 | "Real and True" (Future e Miley Cyrus com Mr Hudson)                       | Rankin                           |
| 2013 | "Feelin' Myself" (will.i.am com Miley Cyrus, French Montana e Wiz Khalifa) | Michael Jurkovac e Pasha Shapiro |
| 2013 | "Adore You"                                                                | Rankin                           |
| 2014 | "Come Get It Bae" (Pharrell Williams; artista convidado)                   | Luis Cerveró                     |
| 2015 | "Dooo It!"                                                                 | Miley Cyrus/Wayne Coyne          |
| —    |                                                                            |                                  |
| 2015 | "Lighter"                                                                  | Miley Cyrus/Wayne Coyne          |
| 2015 | "BB Talk"                                                                  | Diane Martel                     |
| 2017 | "Malibu"                                                                   | Diane Martel                     |
| 2017 | "Younger Now"                                                              | Diane Martel/Miley Cyrus         |
| 2018 | "Nothing Breaks Like a Heart"                                              | We Are From LA                   |
| 2019 | "Mother's Daughter"                                                        | Allexandre Moors                 |
| 2019 | "Slide Away"                                                               | Allexandre Moors                 |